# Honschaft Schwarzen
Die Honschaft Schwarzen war vom Mittelalter in das 19. Jahrhundert hinein eine von zwei Honschaften des Kirchspiels Wipperfeld im Landgericht Wipperfürth  des Amtes Steinbach im Herzogtum Berg. Mit der anderen Wipperfelder Honschaft Schneppen bildet die Honschaft Schwarzen das Gebiet der heutigen Gemarkung Wipperfeld ab.
Zur Honschaft gehörten seinerzeit neben dem Titularort Schwarzen (heute Mittel-, Ober- und Unterschwarzen), Holte, Herweg, Grüterich, Arnsberg, Holl (heute Ober- und Unterholl), Weier, Gengesfeld, Wipperfeld, Kofeln, Überberg, Gerhardsfeld, Kirche und Heid.
Unter der französischen Verwaltung zwischen 1806 und 1813 wurde das Amt Steinbach aufgelöst und die Honschaft wurde politisch der Mairie Olpe im Kanton Wipperfürth im Arrondissement Elberfeld zugeordnet. 1816 wandelten die Preußen die Mairie zur Bürgermeisterei Olpe im Kreis Wipperfürth.
1975 entstand aufgrund des Köln-Gesetzes die Stadt Wipperfürth in der heutigen Form, zu der große Teile der Gemeinde Wipperfeld, insbesondere das Gebiet der Honschaft Schwarzen kamen.